# Rakapoši
Rakapoši (urdsky راکاپوشی‎) je 7788 metrů nad mořem vysoká hora v pohoří Karákóram v Pákistánu. Nachází se v provincii Gilgit-Baltistán na severu státu jižně od údolí řeky Hunzy, vůči kterému má převýšení bezmála šest tisíc metrů. V rámci Pákistánu se jedná o dvanáctou nejvyšší horu, v rámci celého světa o sedmadvacátou nejvyšší.
Prvovýstup na Rakapoši se povedl 25. června 1958, kdy na vrchol vystoupili Mike Banks a Tom Patey z britsko-pákistánské výpravy. V roce 2021 vystoupili na vrchol dva čeští horolezci, Jakub Vlček a Petr Macek; při sestupu museli být zachráněni vrtulníkem.